# Кала, Уго
Уго Кала (итал. Ugo Calà; 9 августа 1904, Катания, Сицилия — 10 июля 1983, Рим) — итальянский шахматист.

## Биография
В 1920-х годах Уго Кала участвовал в двух командных шахматных матчах против команды Сиракуз и занял 2-е место на 2-м региональном шахматном турнире в Палермо. Затем, получив инженерное образование, он переехал на постоянное место жительства в Рим. Уго Кала участвовал в шахматном турнире в Фолиньо (1924 год), а в 1925 году завоевал титул чемпиона Рима по шахматам. С этого момента с ним надо было считаться как на национальном, так и на международном уровне. В 1931 году на шахматном турнире в Милане Уго Кала добился звания национального мастера.
Уго Кала представлял сборную Италии на двух шахматных олимпиадах (1952, 1954), а также в матчах со сборными Австрии (1952, 9-я доска), Югославии (1953, 10-я доска), Испании (1954, 9-я доска) и Чехословакии (1957, 8-я доска).
В составе команды Рима участник матча со сборной Будапешта (1960, 5-я доска).